# Bataille d'Albuera
Guerre d'indépendance espagnole
Batailles
- Olivença (01-1811)
- Gebora (02-1811)
- Campo Maior (03-1811)
- 1re Badajoz (04-1811)
- Fuentes de Oñoro (05-1811)
- Albuera (05-1811)
- Usagre (05-1811)
- Cogorderos (06-1811)
- Carpio (09-1811)
- El Bodón (09-1811)
- Aldeia da Ponte (09-1811)
- Arroyomolinos (10-1811)
- Tarifa (12-1811)
- Navas de Membrillo
- Almagro (01-1812)
- 2e Ciudad Rodrigo (01-1812)
- 2e Badajoz (03-1812)
- Villagarcia (04-1812)
- Almaraz (05-1812)
- Maguilla (06-1812)
- Arapiles (07-1812)
- García Hernández (07-1812)
- Majadahonda (08-1812)
- Retiro (08-1812)
- Madrid (08-1812)
- Burgos (09-1812)
- Villodrigo (10-1812)
- Tordesillas (10-1812)
- Alba de Tormes (11-1812) (es)
- San Muñoz (11-1812)

La bataille d'Albuera se déroula le 16 mai 1811, pendant la guerre d'Espagne, et oppose l'armée anglo-hispano-portugaise du général William Carr Beresford à l'armée française du maréchal Soult à Albuera, à environ 20 kilomètres au sud de Badajoz, en Espagne. Bien que meurtrière, elle se solda par un statu quo stratégique et tactique pour les deux camps.

## Contexte

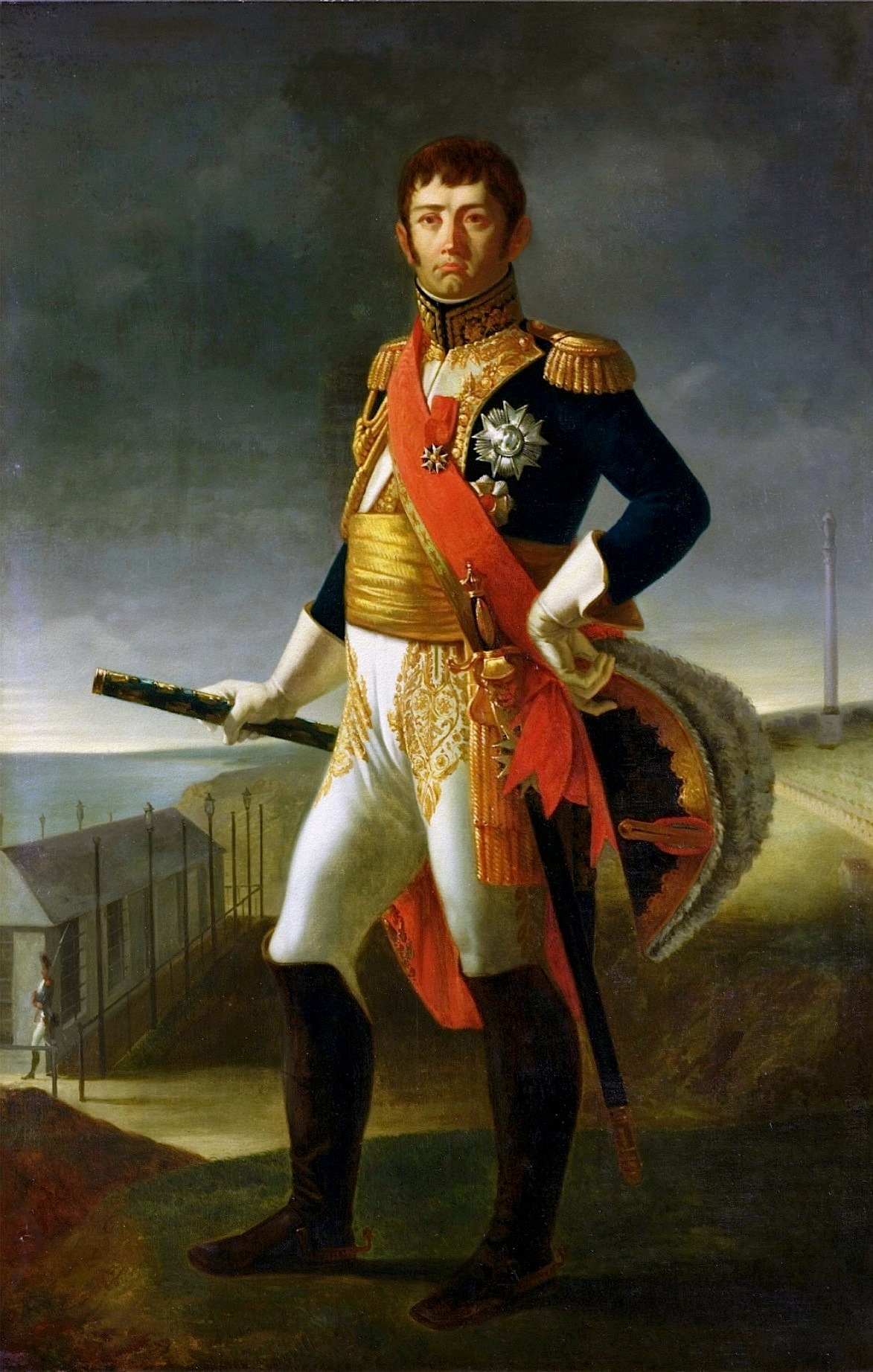
Le maréchal Soult.

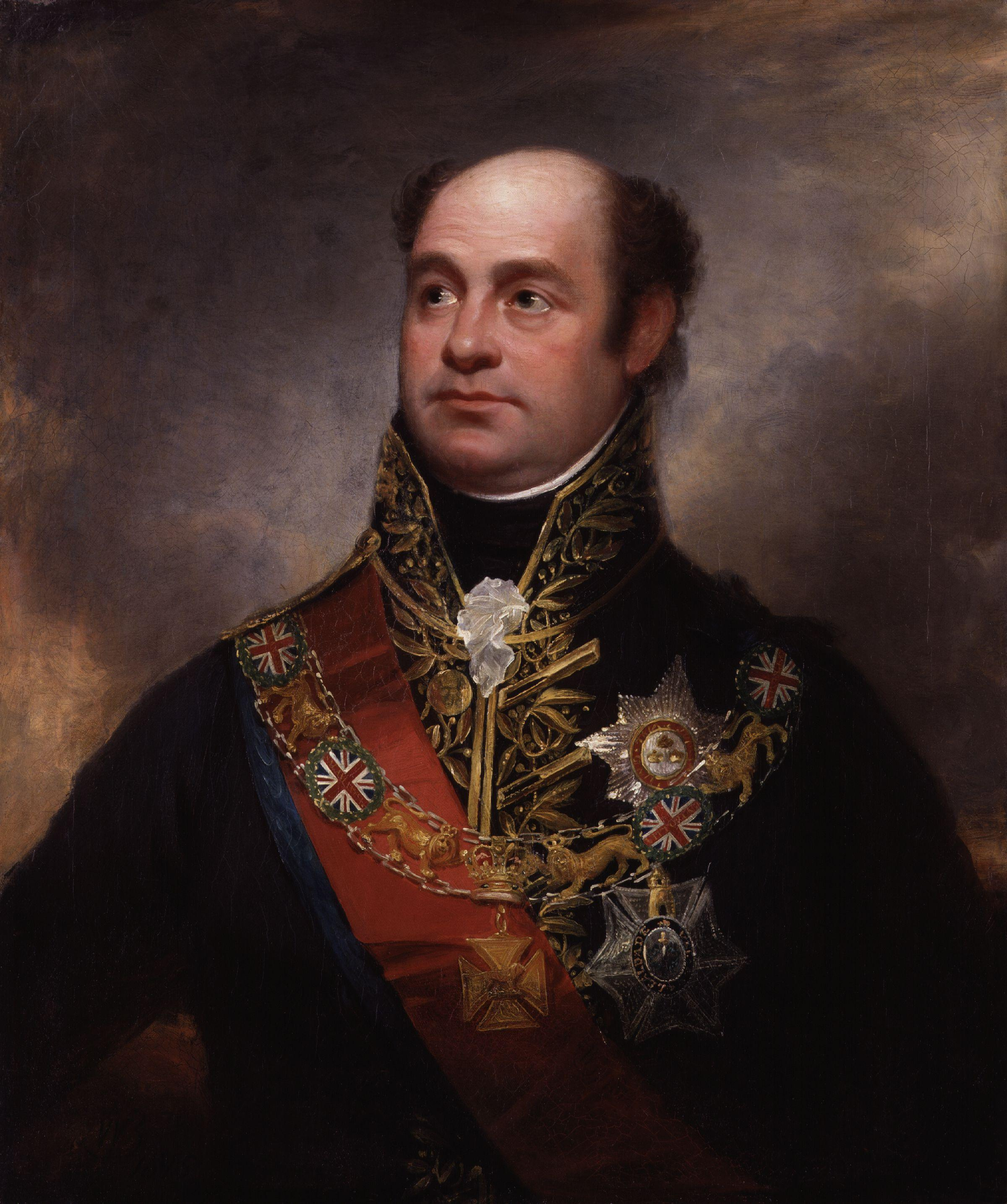
Le général Carr Beresford.

Les Français tentent de renouveler leur invasion du Portugal de l’année précédente. Le maréchal Soult met ses troupes en mouvement pour dégager Badajoz, assiégée par les Anglais alors que Masséna fait de même vers Almeida. Les Français sont repoussés avec de lourdes pertes. Les forces combinées anglo-portugaises sont sous le commandement de William Carr Beresford, maréchal de l'armée anglaise, tandis que les forces espagnoles sont commandées par le général Joaquín Blake.
Wellington passe l'hiver 1810-1811 à tenir la solide ligne de fortifications de Torres Vedras qui protège Lisbonne. Les troupes de Masséna, incapables de la prendre d'assaut, hivernent en face de cette ligne. Elles subissent des difficultés de ravitaillement et ont des problèmes de survie. En mars 1811, Masséna reconnaît le caractère intenable de la situation et se replie sur la forteresse de Ciudad Rodrigo, située en Espagne à la frontière du Portugal. Cette forteresse garde la route du Portugal à Salamanque. Le général anglais laisse une petite garnison dans la forteresse portugaise d'Almeida. L'hivernage face aux lignes de Torres Vedras et la retraite précipitée ont largement affectée la capacité offensive de son armée.
Au sud du Tage, la forteresse portugaise d'Elvas et la forteresse espagnole de Badajoz se dressent sur la même route allant du Portugal vers Madrid. Les opérations françaises dans cette zone sont sous la responsabilité de Soult, qui est par ailleurs très occupé, entre autres à poursuivre le siège de Cadix. En janvier 1811, Soult réduit le contingent de siège devant la ville afin de rassembler une armée de campagne et faire mouvement vers Badajoz. Les forces britanniques et espagnoles en profitent pour tenter de briser le siège lors de la bataille de Barrosa le 8 mars, qui se solde par une défaite tactique pour les Français mais n'est pas exploitée par les Alliés en vue de rompre le siège. Badajoz capitule le 10 mars, et Soult retourne sans attendre dans la région de Séville afin de reprendre le siège de Cadix et prévenir toute répétition des conditions qui avaient conduit à la confrontation de Barrosa.
Wellington considère de son côté que les quatre forteresses mentionnées ci-dessus doivent être prises afin de protéger le Portugal de toute nouvelle invasion, et de permettre l'entrée en Espagne des forces anglo-portugaises. Il décide donc de diviser ses forces et de tenter de prendre à la fois Almeida et Badajoz. 20 000 hommes, dont 10 000 Britanniques, sous les ordres du général Beresford sont affectés au siège de Badajoz, alors que lui-même marche avec environ deux fois cet effectif sur Almeida.
Malgré l'absence du matériel de siège nécessaire, Wellington entame le blocus d'Almeida avec une force de couverture à l'est. Masséna tente de porter secours à la garnison de la place mais il est repoussé à l'issue de la bataille de Fuentes de Oñoro le 5 mai. En conséquence, Almeida est évacué par la garnison française le 11 mai, au cours d'un des épisodes les plus humiliants de l'histoire de l'armée britannique : la garnison au grand complet se glisse à travers les lignes de siège sans perdre un homme ni provoquer l'alarme.
Pendant ce temps, Beresford rassemble son matériel à partir d'anciens canons portugais venant d'Elvas et commence les opérations de siège contre Badajoz à partir du 8 mai. À la tête d'une armée d'environ 24 000 hommes, Soult marche au secours de la ville. Beresford fait mouvement vers Albuera, forte position de couverture sur une crête orientée nord-sud, à proximité de la route Badajoz-Séville et à 20 km de Badajoz. 12 000 soldats espagnols sous les ordres de Blake, stationnés plus loin au sud, marchent pour le rejoindre.
Le 15 mai, l'écran de cavalerie de Beresford, fort de 2 500 hommes, est aisément refoulé de la rive droite de la rivière Albuera par la cavalerie française. Dans les premières heures du 16 mai, à l'insu de Soult, les forces de Blake rejoignent celles de Beresford et sont déployées au sud de la position.

## Déroulement de la bataille
Le plan de Soult est de feindre une attaque sur la ville d'Albuera avec une brigade et de garder le gros de ses forces pour un large mouvement de flanc par le sud, dirigé contre l'aile droite alliée. Quatre pelotons des lanciers polonais de la Vistule traversent l'Albuera, ce à quoi le général Long répond en déployant deux escadrons du 3e dragons de la Garde. Le premier escadron de ce régiment est détruit par les cavaliers polonais. Pris sous un feu intense et attaqués par un deuxième escadron, les Polonais battent en retraite de l'autre côté de la rivière. Les Polonais comptent 14 morts et 3 blessés, contre 20 morts et blessés chez les Britanniques.
Une brigade d'infanterie française commandée par le général Godinot repousse une brigade de la King's German Legion commandée par le général von Alten. Ils traversent la rivière sur un pont mais subissent de lourdes pertes de l'artillerie portugaise, ce qui provoque le retrait du village d'une partie des Allemands.

### Attaque française de flanc
Beresford détecte le mouvement de Soult et tente de redéployer ses forces. Les forces espagnoles (sur lesquelles l'attaque de flanc doit tomber) reçoivent l'ordre de faire face au sud. La 2e division britannique du général Stewart postée derrière Albuera est remplacée par une division portugaise et fait mouvement vers le sud afin d'étendre le flanc droit vers l'ouest, restant échelonnée derrière les Espagnols. La 4e division du général Cole demeure en réserve. Cependant Blake, qui commande les Espagnols, refuse de bouger ses troupes car il est sûr que l'attaque principale va porter sur le village d'Albuera.
Quand le Ve corps français du général Girard commence son attaque contre les trois divisions espagnoles des généraux Zayas, Lardizabal (es) et Ballesteros, seul Zayas a pris l'initiative de faire aligner ses hommes et peut faire face à l'attaque. Les flancs du Ve corps sont couverts par de l'artillerie à cheval. Sur son flanc gauche, la division de dragons du général Latour-Maubourg prend position. Sur son flanc droit se tient la division d'infanterie du général Werlé.

### Destruction de la brigade de Colborne

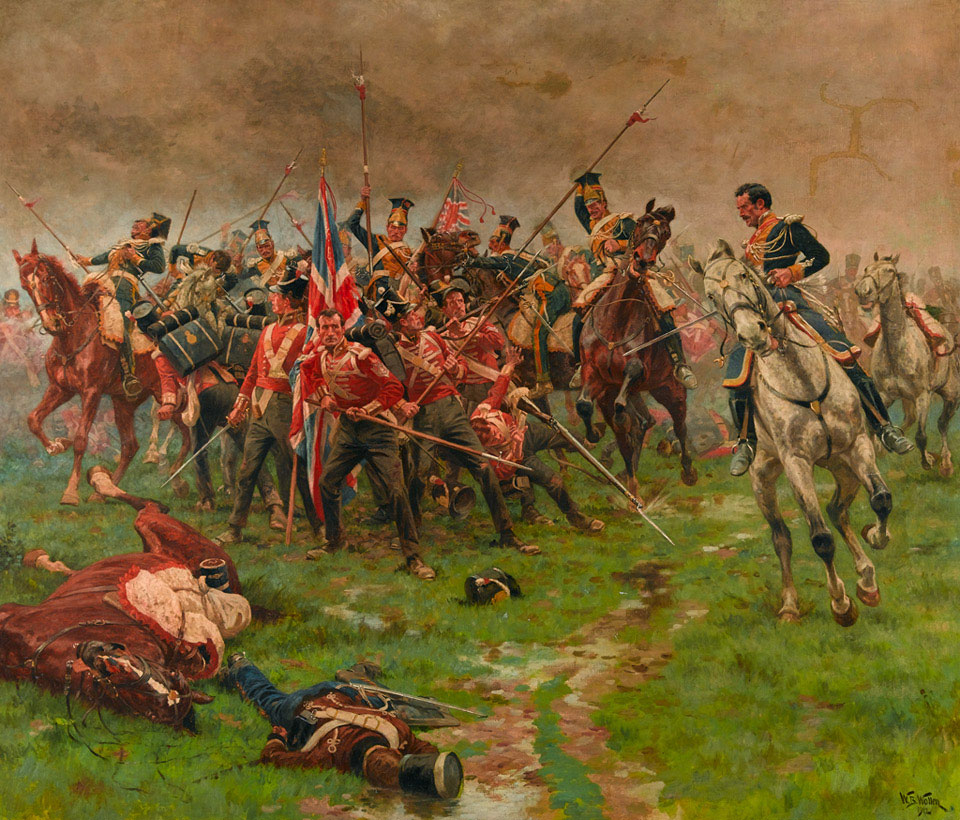
Le 3e régiment des Buffs défend ses couleurs contre les lanciers polonais de la Vistule. Peinture de William Barnes Wollen.

La 2e division d'infanterie du général Stewart, accompagnée d'une batterie de la KGL, fait mouvement pour donner assistance aux Espagnols de Zayas. La brigade de Colborne avance également, déployée en ligne pour faire feu sur le flanc gauche de la colonne d'attaque française. Les Français sont foudroyés et Stewart ordonne la charge. Cependant, à ce moment-là, une averse réduit la visibilité, rendant très difficile la mise à feu des mousquets. L'infanterie britannique est déployée en ligne, avec peu ou pas du tout de puissance de feu et ignorante du fait que la cavalerie française, qui a effectué un large mouvement de flanc, se trouve sur sa droite et derrière elle.
À ce moment, le général Latour-Maubourg envoie contre eux le régiment des lanciers polonais de la Vistule et le 2e régiment de hussards. Les trois régiments britanniques — les 3e, 48e et 66e régiments d'infanterie — sont presque totalement anéantis. Le 31e régiment d'infanterie réussit à former le carré d'infanterie juste à temps pour échapper à la destruction. Les lanciers capturent cinq drapeaux et cinq canons de la batterie de la KGL. Pendant ce temps, une partie des cavaliers attaquent un bataillon du 31e mais sont repoussés. Les lanciers attaquent ensuite une brigade espagnole commandée par le général d'Espana et l'état-major de Beresford. Une partie des troupes espagnoles, principalement celles des divisions de Ballesteros et de Lardizabal, s'échappent. Cette partie de la bataille se termine par une attaque sans succès du 4e régiment de dragons britanniques, qui perd 27 hommes.

### L'attaque échoue

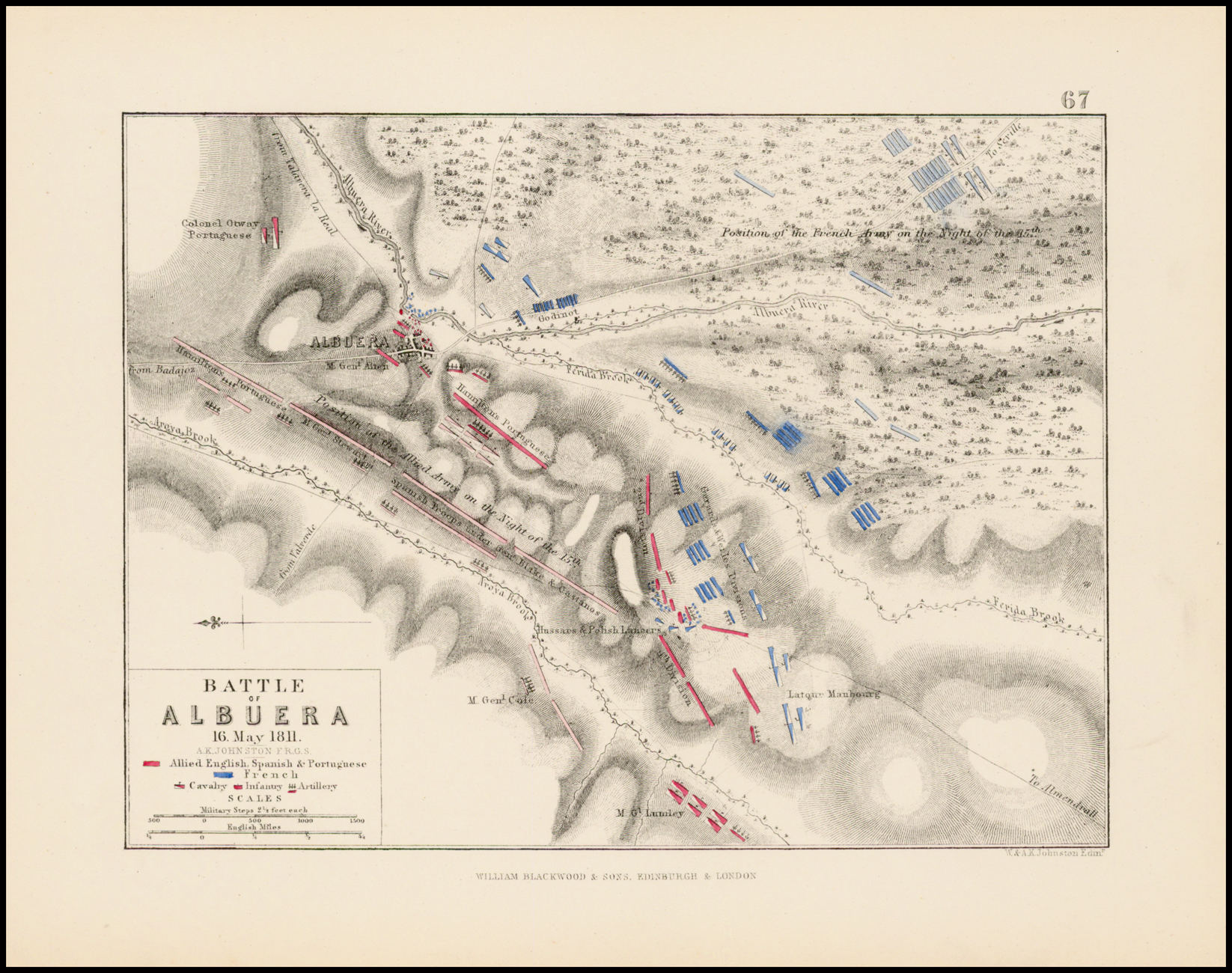
Carte du champ de bataille.

L'attaque française tombe alors sur la brigade de Houghton de la 2e division, qui tient sur place en dépit de lourdes pertes. Tôt dans la bataille, le colonel William Inglis (en), du 57e régiment d'infanterie « West Middlesex » (en), est blessé par de la mitraille qui perfore un de ses poumons. Il refuse d'être porté à l'arrière et reste couché au pied des couleurs. Tout au long de la bataille, il répète calmement « vendez chèrement votre vie 57e, vendez… ». En obéissant aux ordres, les hommes du 57e gagnent le surnom « Les durs à cuire » et deviennent le seul régiment à avoir le droit de porter la distinction « Albuhera » aussi bien sur leurs couleurs que sur le badge de leur casquette. Jusque-là, la bataille s'est bien déroulée pour les Français. Cependant, Soult se rend compte que Blake a fait sa jonction avec Beresford et il hésite à engager ses réserves.
La 4e division de Beresford, sous les ordres de Lowry Cole, monte alors à l'attaque de la crête en venant de l'ouest. La brigade de fusiliers, la 11/23e brigade portugaise et le 7e chasseurs portugais s'y distinguent particulièrement. Ils repoussent les charges de cavalerie des dragons et des lanciers, puis s'avancent à faible distance des colonnes françaises. Ils échangent des tirs de mousquet pendant 20 minutes, souffrant la perte de 1 000 hommes. L'infanterie française a souffert au moins aussi durement, mais finit par lâcher lorsque les survivants britanniques lancent une violente charge à la baïonnette. Lors de cette charge, le général Joseph Pépin perd la vie.
L'engagement se termine de façon non concluante après un combat très sanglant, la cavalerie polonaise de Soult détruit toute une brigade britannique, alors que les Espagnols repoussent l'une des plus puissantes attaques d'infanterie de cette guerre.

## Conséquences
Soult n'est pas parvenu à faire lever le siège de Badajoz, qui est abandonné un peu plus tard, quand le maréchal Auguste Marmont joint ses forces aux siennes. La ville ne tombe aux mains des Alliés qu’en avril 1812.
Albuera eut peu d'effet sur le déroulement de la guerre. Toutefois, l'efficacité des lanciers polonais conduisit l'armée britannique à convertir quelques régiments de cavalerie en lanciers après Waterloo. Cette bataille confirma aussi la qualité combative de l'armée portugaise après sa réorganisation par les Britanniques.

### Sources
- (en) Cet article est partiellement ou en totalité issu de l’article de Wikipédia en anglais intitulé « Battle of Albuera » (voir la liste des auteurs).